# Neocouma
Neocouma é um género botânico pertencente à família Apocynaceae.

## Espécies
- Neocouma parviflora
- Neocouma ternstroemiacea